# Грушецкий, Фёдор Александрович
Фёдор Александрович Грушецкий (1798— после 1875 г.) — русский полковник, кавалер ордена Св. Георгия. Участник войны 1812 года.
Внесён в шестую книгу русских дворянских фамилий. Из дворянского рода Грушецких.

## Биография
Фёдор Александрович Грушецкий был участником войны 1812 года. Ещё будучи пятнадцатилетним юношей, покидая объятую пожаром Москву, повстречал генерала — друга своих родителей, и был взят им в свой полк. Участвовал так же в войне на Кавказе.
Среди его наград — орден Святого Владимира 2-й степени с бантом, польский знак отличия за военные достоинства 4-й степени, орден Святого Станислава 2-й степени с императорской короной и в воздаяние усердной и ревностной службы — орден Святого Станислава 3-й степени. За беспорочную 25-летнюю выслугу в офицерском чине его наградили орденом Св. Георгия 4-го класса (№ 7255, получил 17.12.1844, в звании майора), за отличную и ревностную службу — орден Святой Анны 2-й степени. Именем Георгия, в честь святого Георгия, он назвал своего младшего сына.
Фёдор Александрович, двоюродный брат Сергея Ивановича и Матвея Ивановича Муравьевых-Апостолов, привлекался к дознанию по делу декабристов. Его рукописи в тетради 1827 года (объёмом в 330 стр., под загл. «Souvenir. L’an 1828. Le 1-r de Janvier. Т. 9»), вместе с рукописями других, послужили материалом в качестве рукописных источников текста стихотворений А. С. Пушкин, вошедших во второй и третий тома.
Отставной полковник. Владел пустошью Дерновое (позже — д. Дерновские Выселки, переименованная позднее в село Каменка (Задонский район Липецкой области, Каменское сельское поселение)).

## Семья

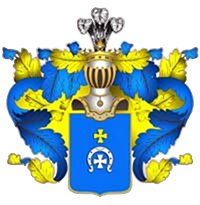
Герб Грушецких

- Родители:

Отец — Александр Васильевич Грушецкий (рожд. 1746 года). Майор;
Мать — княжна Елизавета Андреевна Голицына (рожд. 17 мая 1766 года).
- Жена — Елизавета Семёновна Фролова (ум. 17 мая 1880 года).
- Дети:

1. Надежда (рожд. 17 августа 1853 года—1916). Ее муж — П.П.Мельгунов.  Один из сыновей Надежды Федоровны — известный историк, публицист, издатель, политический деятель Сергей Петрович Мельгунов.
2. Александр (рожд. 17 октября 1854 года);
3. Николай (рожд. 12 декабря 1855 года — ум. 1929 года в лагере)[3];
4. Георгий (рожд. 21 января 1856 года — ум. 4 марта 1919 года), окончил Петровскую сельскохозяйственную академию, был уездным агрономом Задонского уезда, губернским секретарем Воронежской губернии, членом Земского собрания Воронежской губернии и членом Задонской уездной оценочной комиссии и уездной землеустроительной комиссии.

## Награды

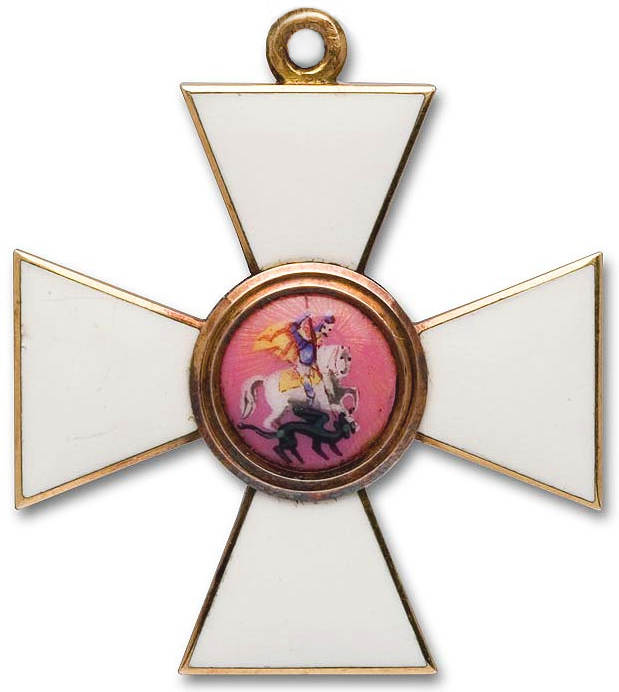
Орден Святого Георгия 4-й степени
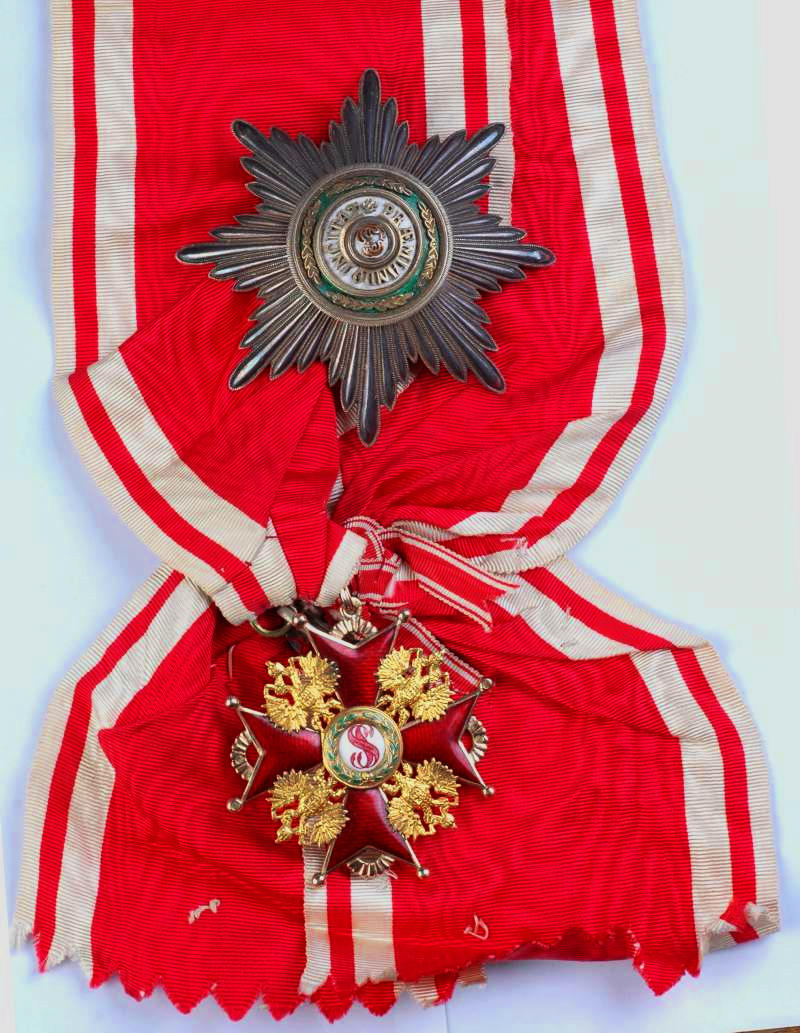
Орден Святого Станислава 1-й степени
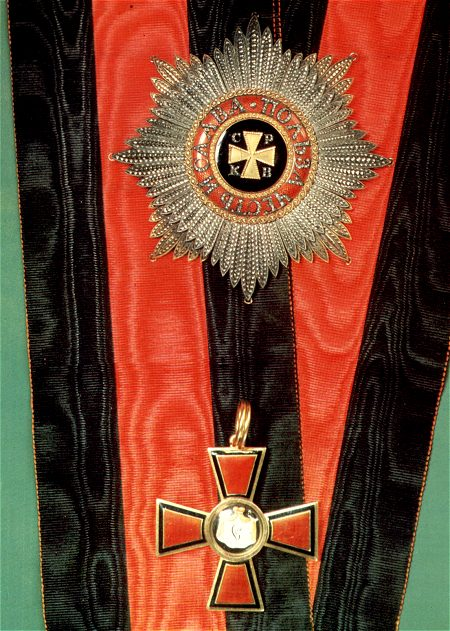
Орден Святого Владимира 1 степени
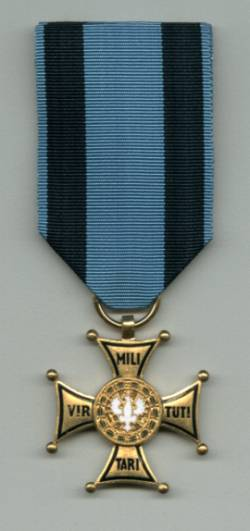
Польский знак отличия за военное достоинство 4-й степени